# Henri Mallet-Prevost
Pour les articles homonymes, voir Mallet.
Pour les autres membres de la famille, voir Famille Mallet.
Henri Mallet-Prevost, né le 27 octobre 1727 à Genève (alors en République de Genève) et mort le 18 février 1811 dans la même ville (devenue chef-lieu du Département du Léman), est un ingénieur et géographe genevois.

## Biographie
Henri Mallet est le fils du négociant et ingénieur Jean-Gabriel Mallet et de Jeanne-Marguerite Masson (sœur de Jacques Masson), et le frère de Paul-Henri Mallet. Il épouse Jeanne-Gabrielle Prevost, fille d'Augustin Prevost, membre du Conseil des Deux-Cents, et sœur d'Augustin Prevost et de Jacques Marcus Prevost (en). Il est le beau-père du comte Pierre de Gallatin.
Il est chargé de diverses fonctions relatives à la défense de Genève, sur le plan de l'artillerie et des fortifications, et effectue des recherches en géographie, en sciences naturelles et en métrologie.
À la suite de la révolution à Genève, il vit en exil entre 1796 et 1802.

## Publications
Il est l'auteur de cartes établies sur des bases géométriques : Carte des environs de Genève (1776), Carte de la Suisse romande (1781) et Carte de Suisse (1798). Il a également publié un répertoire des mesures, poids et monnaies de divers pays (Manuel métrologique, 1802) et une Description de Genève ancienne et moderne (1807).

## Sources
- « Mallet, Henri » dans le Dictionnaire historique de la Suisse en ligne.